# José de Buschental
José de Buschental (Estrasburgo, 1802 – Londres, 25 de noviembre de 1870), conocido como José Buschental, fue un empresario uruguayo. 

## Biografía
De familia luterana, muy joven fue a América, instalándose en Río de Janeiro. Allí se casó el 19 de agosto de 1830 con la segunda hija de Boaventura Delfim Pereira, Barón de Sorocaba, Maria da Glória de Castro Canto e Mello, irmã da marquesa de Santos. La dote fue una fortuna con la que Buschental emprendió negocios de alto riesgo a los que sobrevinieron quiebras resonantes. La pareja luego se marchó a Europa, donde se rehízo económicamente. 
En aquel ambiente conocieron al primer embajador que Uruguay envió a Europa, José Longinos Ellauri. Ellauri comunicó a Buschental que, entre los encargos que llevaba, estaba la obtención de un préstamo y lo invitó a probar suerte en la República recientemente surgida. Llegado a Uruguay, Buschental adquirió una vieja casa, que mandó demoler, en la calle Sarandí entre la ahora Bartolomé Mitre y "la Calle Angosta", ahora Juncal, levantando un palacete de dos plantas, alhajado totalmente con mobiliario y elementos de adorno importados directamente de París. También adquirió 65 hectáreas cercanas al actual barrio de Paso Molino, que forestó con eucaliptus cultivados por otro extranjero emprendedor, el inglés Thomas Tomkinson. 
Hizo diseñar vastos enjardinados con especies exóticas, fuentes con juegos de agua y un embarcadero en el arroyo Miguelete para hacer remo. Edificó un lujoso chalet, la villa de "El Buen Retiro" , una cabaña y el primer molino a vapor (actual Liceo Militar General Artigas). También construyó glorietas, un lago artificial y bancos de material. Sobre la margen del arroyo construyó una pequeña casa, actual sede de Radio Patrulla Policial. 
Fuera de la posesión cercana a Montevideo, Buschental encaró otros emprendimientos. Una inmensa estancia en Paysandú que se llamó "San Javier", que un día, ya desaparecido su dueño, fue colonia de inmigrantes rusos. En las riberas del río Santa Lucía, construyó el establecimiento "La Trinidad", para elaborar carnes conservadas, que dio nombre al hoy conocido como "Rincón de Buschental", cercano a Libertad en el departamento de San José. Además el empresario francés le vendió tierras a su compatriota Carlos Clauzolles quién fundó la ciudad de Libertad en 1872.   
Concluida la Guerra Grande, en el segundo semestre del año 1852 Buschental presentó al gobierno uruguayo un proyecto para crear una colonia agrícola y un pueblo en las tierras fiscales comprendidas dentro de los límites del Río Uruguay entre los arroyos Sauce y Víboras, donde se asentaba el poblado de Nueva Palmira. Por circunstancias que fueron surgiendo, incluso algunas que afectaron la titularidad de las tierras, el proyecto de Buschental quedó trunco y no se concretó. No obstante, tiempo después, Buschental compró y llegó a ser propietario de importantes fracciones de campo en las proximidades de Nueva Palmira.
Buschental también extendió su acción fuera de las fronteras uruguayas. En momentos políticamente convulsionados en Argentina, Buschental se acercó al gobernador de Entre Ríos, Justo José de Urquiza, con quien trabó cierta amistad y a quien asesoró financieramente. 
Hacia fines de 1860 Fernández Saldaña lo vincula con Orfilia, "la del cuerpo de culebra".  
A mediados de 1870, Buschental embarcó hacia Francia, donde residía su esposa. Luego de estar varias semanas en París, viajó a Londres para ver médicos. El 25 de noviembre, a sus 68 años, murió solo en el hotel londinense de Clarendon. Mientras Fernández Saldaña en una nota en La Mañana afirma que María llegó a Londres in extremis.
En su testamento, Buschental nombró "heredera universal" a su esposa. Una vez en Montevideo, la baronesa organizó una visita a todas las posesiones de su esposo, pero regresó a Europa para instalarse en Madrid. La quinta montevideana de Buschental fue ganada por el abandono. Fue vendida Adolfo del Campo y, posteriormente, pasó a manos de la Intendencia Municipal de Montevideo, la que la transformó en un parque con el nombre de “Prado Oriental”.
Sus restos descansan en el cementerio Kensal Green. 
Hoy una avenida de Montevideo lleva su nombre.